# Paks II. Zrt.
A Paks II. Atomerőmű Zártkörűen Működő Részvénytársaság (Paks II. Atomerőmű Zrt., Paks II. Atomerőmű, Paks II. Zrt.) (cégjegyzékszám: 17-10-001282, címe: 7030 Paks, 8803/16 helyrajzi szám, cégbejegyzés dátuma: 2012. augusztus 10.) a paksi atomerőmű bővítése érdekében létrehozott, 100 %-ban a Magyarország tulajdonában álló gazdasági társaság rövid neve.
A tulajdonosi joggyakorlója a Külgazdasági és Külügyminisztérium. 

## Története[2]
- 2007. július 31. – Az MVM Csoport megkezdi az új atomerőművi blokk(ok) megvalósíthatósági tanulmányának kidolgozását.
- 2009. március 30. – Elfogadják azt az országgyűlési határozati javaslatot, amely hozzájárulást ad új atomerőműves blokk vagy blokkok telepítésének előkészítéséhez a Paksi Atomerőmű telephelyén. Az Országgyűlés 330 igen, 6 nem és 10 tartózkodás mellett fogadja el az indítványt.
- 2009. július 8. – Az MVM Csoport megkezdi az új atomerőművi blokk(ok) létesítésének előkészítését.
- 2011. október 3. – Az Országgyűlés elfogadja a következő két évtized fejlesztési-üzemeltetési irányait meghatározó Nemzeti Energiastratégiát, kitekintéssel 2050-ig. A stratégia értelmében, távlati gazdasági és környezetvédelmi céljai megvalósítását elősegítendő, az állam hosszú távon meg kívánja tartani az atomenergia mintegy 40-45 százalékos részarányát a hazai villamosenergia-termelésben.
- 2012. május 9. – A tervezett új atomerőművi blokk(ok) létesítésének előkészületeit ellátó önálló társaság létrehozásáról dönt az MVM Zrt. Közgyűlése. Ennek értelmében az MVM 100 százalékos tulajdonában lévő MVM Paks II. Atomerőmű Fejlesztő Zártkörűen Működő Részvénytársaság folytatja majd az új nukleáris blokk(ok)hoz kapcsolódó tervező, döntés-előkészítő és engedélyeztetési munkát.
- 2012. július 26. – Az MVM Magyar Villamos Művek Zrt. létrehozza új projekttársaságát a tervezett új atomerőművi blokk(ok) létesítése érdekében. Az MVM Paks II. Zrt. Igazgatóságának elnöke Baji Csaba, az MVM Zrt. elnök-vezérigazgatója, tagjai Nagy Sándor, az MVM Paks II. Zrt. vezérigazgatója és Hamvas István, az MVM Paksi Atomerőmű Zrt. vezérigazgatója.
- 2014. január 14. – Orbán Viktor Miniszterelnök és Vlagyimir Putyin Az Orosz Föderáció Elnök jelenlétében Németh Lászlóné Nemzeti Fejlesztési Miniszter és Szergej Kirijenko, a Roszatom vezérigazgatója kormányközi megállapodást ír alá a nukleáris energia békés célú felhasználásában való együttműködésről, ezen belül két új VVER-1200 reaktor építéséről a paksi telephelyen.
- 2014. február 6. – Az Országgyűlés 256 igen, 29 nem szavazattal, 2 tartózkodás mellett elfogadja a magyar-orosz atomenergetikai együttműködésről szóló egyezmény kihirdetését szolgáló T/13628. számú törvényjavaslatot. A szavazáson résztvevő képviselők 89,2 százaléka támogatja a nemzetközi szerződést.
- 2014. március 28. – Aláírják a magyar-orosz hitelszerződést, amelynek keretén belül az orosz fél maximum 10 milliárd euró összegű állami hitelt nyújt a magyar fél részére a paksi atomerőmű 5. és 6. erőműblokkja tervezéséhez, megépítéséhez és üzembe helyezéséhez szükséges munkálatok, szolgáltatások és eszközbeszerzések finanszírozására.
- 2014. május 5. – Pakson sor kerül az MVM Paks II. Zrt. közmeghallgatására az új atomerőművi blokkok telephely-vizsgálati és értékelési folyamata engedélyezésének megalapozása kapcsán.
- 2014. június 23.  – A magyar Országgyűlés 110 igen szavazattal, 29 nem ellenében, 19 tartózkodás mellett jóváhagyja a kapacitás-fenntartás finanszírozását szolgáló magyar-orosz hitelmegállapodást.
- 2014. július 1. – Prof. Dr. Aszódi Attilát, a BME Nukleáris Technikai Intézet igazgatóját a Paksi Atomerőmű teljesítményének fenntartásáért felelős kormánybiztossá nevezik ki.
- 2014. október 15. – Az MVM Magyar Villamos Művek Zrt. közgyűlése döntést hoz az MVM Paks II. Atomerőmű Fejlesztő Zrt. részvényeinek a Magyarország részére történő átruházásáról, a Magyar Nemzeti Vagyonkezelő Zrt. útján. A Deloitte Zrt. és az Ernst&Young Kft. által végzett független vagyonértékelés alapján a vételár 10,157 milliárd forint.
- 2014. november 14. – Az Országos Atomenergia Hivatal kiadja az MVM Paks II. Zrt. számára a telephely vizsgálati és értékelési engedélyt.
- 2014. november 15. – Az MVM Paks II. Zrt.-vel kapcsolatos tulajdonosi jogokat és kötelezettségeket e naptól a Miniszterelnökség gyakorolja.
- 2014. december 9. – Az MVM Paks II. Zrt. és az orosz Joint-Stock Company Nizhny Novgorod Engineering Company Atomenergoproekt aláírja a Pakson létesítendő két új, egyenként 1200 megawatt teljesítményű atomerőművi blokkra vonatkozó három megvalósítási megállapodást (fővállalkozási szerződés, üzemeltetési és karbantartási szerződés, üzemanyag-ellátás és a kiégett fűtőelemek kezelésének részleteit taglaló szerződés).
- 2014. december 19. – A projekttársaság benyújtja környezetvédelmi engedélykérelmét és Környezeti Hatástanulmányát az illetékes hatóság (Dél-dunántúli Környezetvédelmi és Természetvédelmi Felügyelőség, ma Baranya Megyei Kormányhivatal Környezetvédelmi és Természetvédelmi Főosztálya) számára. Ezzel kezdetét veszi a környezetvédelmi engedélyezési eljárás.
- 2015. március 17. – május 4. – Az MVM Paks II. Zrt. a környezetvédelmi engedélyezési eljárás keretében lakossági fórumokat tart az atomerőmű környezetében lévő 41 településen. A lakossági fórumokon összesen több mint 3000 érdeklődő vett részt.
- 2015. május 7. – A környezetvédelmi engedélyezési eljárás részeként közmeghallgatásra kerül sor Pakson a Csengey Dénes Kulturális Központban, amelyet a Baranya Megyei Kormányhivatal szervezett.
- 2015. szeptember 21. – november 6. – Az MVM Paks II. Zrt. a környezetvédelmi engedélyezési eljárás keretében kilenc külföldi közmeghallgatást tart az alábbi országokban: Németország, Románia, Szerbia, Szlovénia, Ukrajna, Ausztria és Horvátország.
- 2016. szeptember 29. – A Baranya Megyei Kormányhivatal kiadja a Paks II. projekt környezetvédelmi engedélyét, amely igazolja, hogy a projekt egyaránt eleget tesz az Európai Unió és Magyarország környezetvédelmi és természetvédelmi követelményeinek.
- 2016. október 27. - A projekttársaság benyújtja a telephelyengedély iránti kérelmét az eljáró hatósághoz, az Országos Atomenergia Hivatalhoz.
- 2016. november 17. - Az Európai Bizottság döntése értelmében Magyarország az új paksi atomerőművi blokkok létesítésére irányuló magyar-orosz kormányközi megállapodás aláírásakor az Európai Unió közbeszerzési előírásainak megfelelően járt el.
- 2016. december 13. - Az illetékes hatóság, az Országos Atomenergia Hivatal szervezésében sor kerül a telephely engedélyezés közmeghallgatására Pakson.
- 2017. március 6. - Az Európa Bizottság lezárja a Paks II. beruházás állami támogatásával kapcsolatos vizsgálatát.
- 2017. március 30. - Az Országos Atomenergia Hivatal kiadja a Paks II. projekttársaság számára telephelyengedélyt.
- 2017. április 18. – Az illetékes hatóság, a Pest Megyei Kormányhivatal közzéteszi határozatát az elsőfokú környezetvédelmi engedély másodfokú jóváhagyásáról, jogerőre emelkedéséről.
- 2017. május 2. - Süli János, a paksi atomerőmű két új blokkjának tervezéséért, megépítéséért és üzembe helyezéséért felelős tárca nélküli miniszter leteszi esküjét a Parlamentben (Áder János Köztársasági Elnöktől 2017. április 26-án a Sándor-palotában vette át a megbízólevelét, amely május 2-án lépett hatályba).
- 2017. május 3. - Az MVM Paks II. Zrt.-vel kapcsolatos tulajdonosi jogokat és kötelezettségeket e naptól a paksi atomerőmű két új blokkjának tervezéséért, megépítéséért és üzembe helyezéséért felelős tárca nélküli miniszter gyakorolja.
- 2017. június 8. – E naptól a telephelyi munkákat és a műszaki területet Aszódi Attila, a vállalkozókkal való kapcsolattartást, az innovációt és a térségfejlesztést Becskeházi Attila felügyeli államtitkárként.
- 2017. július 1. – A projekttársaság Igazgatóságának elnöke e naptól dr. Mészáros György, vezérigazgatója Lenkei István.
- 2017. október 9. – Lenkei István vezérigazgató és Mittler István kommunikációs igazgató bemutatja a társaság új nevét (Paks II. Atomerőmű Zártkörűen Működő Részvénytársaság, röviden Paks II. Zrt.) és arculatát.
- 2018. február 27. – A Paks II. Zrt. hivatalosan átadja a munkaterületet a Fővállalkozó, a Roszatom konszernhez tartozó ASE Engineering Company számára az első felvonulási létesítmények építéséhez. Ezzel megkezdődhet a mintegy 80 egységből álló kiszolgáló épületegyüttes első létesítményeinek építése.
- 2018. február 28. – Süli János, a Paks II. beruházásért felelős miniszter Bécsben bejelenti, hogy a Nemzetközi Atomenergia Ügynökség (NAÜ) szakmai támogatást nyújt az atomerőműépítési beruházás megvalósítása során.
- 2019. június 20. – Megkezdődött a Paks II. Atomerőmű első felvonulási épületeinek kivitelezése[3]
- 2019. október. 1. – A fővállalkozó határidőre átadta az új paksi blokkok műszaki terveit.[4]
- 2020.06.30 Negyvenhét település polgármestere és a Paksi Társadalmi Tanács országgyűlési képviselői voltak hivatalosak arra az ülésre, ahol Süli János, a Paksi Atomerőmű két új blokkjának tervezéséért, megépítéséért és üzembe helyezéséért felelős tárca nélküli miniszter adott tájékoztatást a létesítésiengedély-kérelem ütemterv szerinti benyújtásáról.[5]
- 2022. 05. 27. – A Paks II. Zrt.-vel kapcsolatos tulajdonosi jogokat és kötelezettségeket e naptól a Külgazdasági és Külügyminisztérium gyakorolja.[6]
- 2022. 09. 01. – A Paks II. Zrt. vezérigazgatója és igazgatóságának elnöke e naptól Jákli Gergely.

## Külső hivatkozások
- http://www.paks2.hu